# Lycodon septentrionalis
Espèce
Synonymes
- Ophites septentrionalis Günther, 1875
- Dinodon septentrionalis (Günther, 1875)

Lycodon septentrionalis est une espèce de serpents de la famille des Colubridae.

## Répartition
Cette espèce se rencontre :
- en Chine, dans la province du Yunnan ;
- au Viêt Nam ;
- au Laos ;
- au Cambodge ;
- en Thaïlande ;
- en Birmanie ;
- en Inde, dans l'État d'Assam et le district de Darjeeling au Bengale-Occidental.

Elle est présente entre 900 et 1 000 m d'altitude.

## Description
Dans sa description Günther indique que cette espèce mesure environ 84 cm dont 20 cm pour la queue. Son dos est noir rayé de 30 anneaux étroits blancs. Sa face ventrale est blanche.

## Étymologie
Son nom d'espèce, du latin septentrionalis, « du Nord », lui a été donné en référence au lieu de sa découverte, les Khasi Hills dans le nord de l'Inde.

## Publication originale
- Günther, 1875 : Second Report on Collections of Indian Reptiles obtained by the British Museum. Proceedings of the Zoological Society of London, vol. 1875, p. 224-234 (texte intégral).